# Monique Pantel
Pour les articles homonymes, voir Pantel.
Monique Pantel, née le 11 décembre 1932 à Mont-de-Marsan et morte le 7 avril 2021 à Paris 14e, est une critique de cinéma française.

## Biographie
Après avoir grandi dans une famille d'hôteliers à l'hôtel Richelieu à Mont-de-Marsan, elle part devenir réceptionniste d'hôtel en Angleterre, puis à Paris. Elle y rencontre l'écrivain Jacques Audiberti, pour un intérim de secrétariat, et deviendra sa compagne pendant les trois dernières années de sa vie. Il la fait entrer au journal Paris-Presse en juillet 1964, et elle rejoint la rubrique spectacles de France-Soir après la fusion des deux quotidiens. C'est là que la journaliste impertinente, souvent gaffeuse, prend le surnom de « Panpan ».
À la sortie de son premier livre en 1994, elle est reçue à l'émission de Laurent Ruquier qui apprécie son franc-parler et son humour, et lui propose de faire un compte-rendu par téléphone du festival de Deauville, en 1997. Cette expérience radiophonique se poursuit par son intervention hebdomadaire, à partir de septembre 1997, le mercredi, à Dans tous les sens sur France Inter, puis le vendredi dans On va s'gêner sur Europe 1, où elle donne jusqu'en 2014 son avis sur les films sortis pendant la semaine. En 1999, elle publie un livre de souvenirs et d'anecdotes de cinéma, Panpan fait son cinoche.
Après  la reprise de l'émission Les Grosses Têtes sur RTL par Laurent Ruquier en septembre 2014, Monique Pantel intervient épisodiquement par téléphone pour donner son avis sur un film précis.
À la suite de son décès le 7 avril 2021 à Paris, un hommage lui est rendu notamment sur les réseaux sociaux par Laurent Ruquier. Son portrait apparait pendant l'hommage aux disparus de la 47e cérémonie des César, diffusée sur Canal+.

## Filmographie

### Cinéma
- 1981 : L'Amour trop fort de Daniel Duval : Monique
- 1990 : Tatie Danielle d'Étienne Chatiliez : Une voisine